# 本多忠勝
本多 忠勝（ほんだ ただかつ）は、戦国時代から江戸時代前期にかけての武将・大名。徳川氏の家臣。上総大多喜藩初代藩主、伊勢桑名藩初代藩主。忠勝系本多家宗家初代。本姓は藤原氏。通称は平八郎（へいはちろう）、官途は従五位下、中務大輔である。なお、忠勝は発給文書で「中務少輔」と併用している事例が多く、その併用の理由も不明で、ただ単に官途に対して無頓着だったと考えられる。
後世、徳川三傑・徳川四天王・徳川十六神将として崇められた。

## 生涯

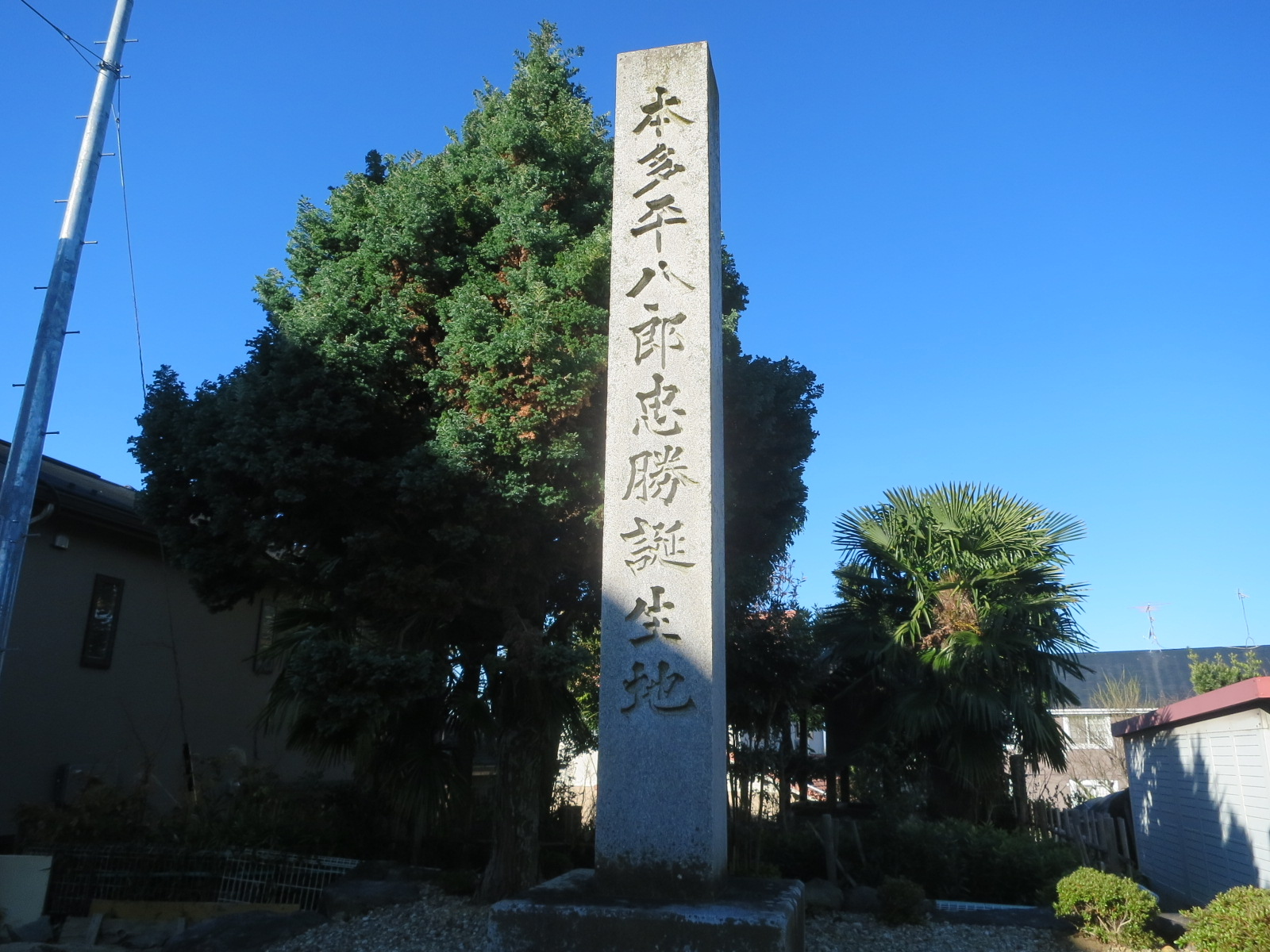
本多忠勝誕生地石碑（愛知県岡崎市西蔵前町）

### 誕生と父の死
本多忠勝は天文17年（1548年）、兼通流藤原氏で三河岡崎松平氏（後の徳川氏）の家臣・本多忠高の嫡男として誕生した。幼名は鍋之助とされている。生まれた場所は、現在の愛知県岡崎市西蔵前町とされており、その地には誕生碑が建てられている。
忠勝の生まれた翌天文18年（1549年）、岡崎松平氏を支援する駿河・遠江の大名・今川義元は右腕・太原雪斎の率いる軍勢を三河方面へ送り、尾張の織田信秀の長男・信広の籠る安城城へと攻めさせた。この時、父・忠高も城攻めに参戦したものの攻めあぐねた末、討死した。忠勝は乳児にして父を失ったのである。この後、彼を育て養ったのは叔父の忠真であった。

### 若き日の姿
永禄3年（1560年）、忠勝はこの年に松平元康（後の徳川家康。以後、家康で統一）に仕えはじめたとされ、この年に起きた桶狭間合戦における大高城への後詰で初陣を飾ったという。
これ以降、忠勝は家康の旗本として翌年からの三州錯乱や永禄6年（1563年）に勃発した三河一向一揆などに参戦し、手柄を挙げたようだ。だが、元亀3年（1572年）まで同時代史料がなく、その活躍ぶりはほとんど後世の記録でしか窺えない。
ただし、寛永4年（1627年）に比定される23日付細川忠興自筆書状（嫡男・忠利宛）によれば、信其なる人物の日記に、若き日の忠勝の姿が『唐ノ頭ニ本田平八』と狂歌にして記されていたという。これは、「家康に　過ぎたるものが二つあり　唐の頭に　本多平八」という有名な狂歌と同じフレーズであり、少なくともこの時期までには出回っていたことが窺える。
また、永禄5年（1562年）に今川氏真の軍勢と戦った際、叔父の忠真が敵兵を押し倒し、その首を切るよう忠勝に勧めたが忠勝は却下し、自ら敵兵の首を取ったという逸話が伝わっている。
ともかく、若き日の忠勝は血気盛んで、誰もが羨むほど戦場で目まぐるしい活躍をしていたのである。

### 元亀争乱と忠勝
家康が織田信長と同盟を結んでいる以上、信長の擁立する足利義昭政権の合戦に巻き込まれることとなる。元亀元年（1570年）、信長と家康は若狭の武藤友益討伐のため、出陣したが、それは支援していた越前の朝倉義景追討の名目であった。しかし、金ヶ崎城落城目前にして信長の盟友であり義弟の浅井長政が突如寝返り、信長率いる幕府軍（及び家康軍）は窮地に陥った。この時、忠勝がどのような活躍をしたかは伺い知れない。
その後、無事に帰京した信長及び家康は浅井・朝倉討伐のため、近江に出陣する。姉川合戦である。この合戦で、忠勝は家臣ともども『武功』を挙げたという。

### 一言坂合戦
元亀3年（1572年）、同盟を結んでいた甲斐の武田信玄が突如として遠江の徳川領へと侵攻しはじめた。これを受け、一度は浜松城から出陣した家康だったが、その勢いを見て引き返すこととした。この際、忠勝はその殿を引き受け、武田軍と一戦交えた。世にいう「一言坂合戦」である。この時、7、8度も武田軍に当たり、忠勝とその家臣の活躍により、武田軍はついに家康を追うことができなかったという。
。その後も信玄は着実に家康を追い詰めていき、浜松城近辺の土豪ですら武田方に靡く恐れが出てきた。そこで、忠勝は彼らを繋ぎ止めるために忠節を申し出てきた土豪と家康との取次を担った。それが11月11日付の家康朱印状への副状である。これが忠勝発給文書の初見である。
忠勝は宛先の祝田新六へ、忠節の申し出に対し、①家康は祝着に思っていること　②今後も家康に忠節を尽くすべきこと　③懸命に取り次ぐので、褒美に関しては任せてほしいこと　を伝えている。緊迫した情勢において、忠勝は合戦だけでなく、外交面においても大きな役割を果たしたのである。
なお、12月22日の三方ヶ原合戦では忠勝は先鋒として武田軍と戦い、名のある家臣のみならず、叔父の忠真を失っている。

### 長篠合戦と忠勝
天正3年（1575年）5月、三河長篠城を包囲した武田勝頼に対抗するため、織田・徳川の連合軍は設楽原に着陣する。そして、この合戦で武田軍の多くの部将を討ち取り、大打撃を与えた。いわゆる「長篠合戦」である。
この時、忠勝は徳川軍の『軍奉行』として信長の陣営に派遣され、その指示を仰いだという。その指示に従い、忠勝は人馬を待機させ、鉄砲でもって武田軍を撃退させた。この様子は「長篠合戦図屏風」にも描かれている。その後、退却する勝頼軍への追撃でも功を挙げたという。
その翌月からの二俣城攻めでは川辺で戦を繰り広げたようだ。その後の高明城攻めや小山城攻めにも参加している。

### 天正初年の忠勝の政治的地位
天正7年（1579年）と天正9年（1581年）、忠勝は浜松城の城普請に駆り出されている。この際、忠勝は同じく普請にあたっていた深溝松平家忠をもてなしている。深溝松平家は家康の親戚筋にあたり、家忠は三河国衆の立場にあった。忠勝は家康の直臣として彼ら国衆を丁重に扱わなくてはならなかった。
天正8年（1580年）と10年（1582年）の正月には、家臣たちによる年頭の挨拶の場で奏者（取次役）を務めている。また、10年5月5日の節句に三河衆で唯一浜松城に参上した家忠へ、家康の喜びの意向を知らせる使者となっている。このように、忠勝は家康の側近的な立場へと躍進しており、合戦以外に重要な儀礼での重役も担うようになった。

### 高天神城の落城
天正8年6月、徳川軍は遠江における武田軍の重要拠点である高天神城を攻めた。この時、忠勝は家臣を鼓舞して攻め寄せたという。また、7月24日には高天神城の支城であった小山城周辺の田畑の収穫物を刈り取る刈田を行った。この際、小山城の城兵が打って出てきて合戦となり、城の構えで家人三人が討ち取られている。
翌9年3月、徳川軍は高天神城への総攻撃を仕掛け、ついに落城させる。これにより、武田勝頼に対する従属国衆の信用は急速に失墜することとなる。この際、忠勝は鳥居元忠とともに足軽を押して攻め上り、曲輪を落としたという。また、この報は信長の元へも届けられ、「信長公記」にはこの時の首注文が記載されている。
それによると、忠勝は22もの首を討ち取ったという。この数字は石川数正（40）や酒井忠次（42）には劣るものの、奮戦したことを示してあまりある。また、信用できる史料で忠勝の武功が数字として記録されたほぼ唯一の事例でもある。

### 本能寺の変前後の忠勝
天正10年2月18日、家康は武田勝頼討伐のために出陣する。忠勝もまた先鋒部隊として甲斐へと侵攻している。
5月11日、家康は安土城の信長の招きにより浜松城を出立した。この供に忠勝も加わった。15日に安土城に到着した家康は信長からの手厚いもてなしを受ける。忠勝ら御供衆にも信長自ら『ふりもミこかし』なるものを作って振る舞ったという（同右）。大層もてなされた家康一行は信長の勧めでそのまま堺へと赴き、遊覧を楽しんだ。
6月2日の早朝、家康は京の不穏な風説を耳にし、忠勝へ京で確報を得るよう命じたらしく、忠勝は一足先に京へと向かった。そして、その途中で茶屋四郎次郎と出会い、惟任（明智）光秀の謀反により信長父子が亡くなったことを聞いた。忠勝はすぐに馬を引き返すと飯盛山で家康らと合流し、その旨を知らせた。これを聞いて腹を切ろうとする家康に対し、忠勝は三河への帰還を説いたらしい。
忠勝の諫言により帰る決心をした家康一行は長谷川秀一の手引きと人脈により、無事浜松城へ帰還することができた。この間、忠勝らは家康の警護を務めた。
６月12日、家康は光秀討伐のために浜松城を出立し、14日には鳴海に着陣した。この際、忠勝は美濃の織田家家臣・吉村氏吉と高木貞利に書状を送り、光秀討伐への参戦と人質の提出を呼びかけた。吉村宛は家老・石川数正との連署であり、忠勝が家老と列する重臣クラスの地位にあったことが窺える。また、高木宛では『先日者以水野藤介方様子之段申述候処…』とあり、これ以前（伊賀越え段階）から彼らと密に連絡を取り合っていたことが分かる。
しかしながら、すでに当の光秀は羽柴秀吉が指揮する織田信孝軍と山崎で戦って敗北し、討ち取られている。津島まで出陣していた家康軍はやむなく浜松に引き返した。

### 関東惣無事政策への関与
天正11年（1583年）3月5日、忠勝は高木広正とともに家康朱印状の奉者となり、吉野助左衛門の知行を安堵している。忠勝にとってこの年は比較的安穏であった。その一例として、関東惣無事政策への関与が挙げられる。
7月20日、忠勝は下野の皆川広照へ書状を送り、無沙汰を詫びるとともに、家康が『関東諸家中』の『惣無事』を果たしたいと考えているので広照も尽力してほしいと伝えている。さらに、9月15日には常陸の水谷勝俊に書状を送り、秀吉から家康に不動国行の名刀を贈られたことや秀吉が大坂に本拠を移したことを知らせている。追伸では、勝俊の『御馳走』に感謝しており、これも惣無事政策に関わるものと推測される。また、両人とは以前から誼を通じていたようだ。
家康による関東惣無事政策は織田信雄を当主とする織田政権下で行われており、忠勝は関東国衆との人脈をうまく利用して家康を支えたのである。

### 小牧長久手合戦での活躍
この年まで良好であった家康と秀吉だったが、翌天正12年（1584年）3月、織田信雄が秀吉に通じる三家老を誅殺したことを機に、家康は信雄に与して秀吉討伐へと舵をきった。4月、秀吉方の池田恒興ら三河中入り部隊の動きを察し、家康は小牧山城を出陣する。そして9日、長久手において彼らを討ち破った。
この日、忠勝は小牧山城の留守居を任されていたが、戦況に不安を覚え、石川康通とともに出撃し、『一番合戦』で羽柴軍と戦った。また、秀吉本隊とも戦ったとされている。5月3日、美濃へと退いた秀吉が尾張中島郡に移ったのと合わせて中島郡萩原へ鉄砲隊を連れて出陣している。
その一方で、忠勝は秀吉の本拠地・大坂城の北に位置する丹波の国衆と連絡を取っている。中島郡に向けて進軍した同日、大槻久太郎に家康の上洛は間近であるから油断なく軍事行動を取るように促している。16日には蘆田時直（荻野直政の弟）へ、時直の行動を追認する書状を出しており、領地は時直の思い通りとし、他の国衆が望んでも与えないと約束している。また、兵糧について、整い次第こちらから送るとしており、かなり優遇していることが窺える。
しかし、織田・徳川は徐々に追い込まれていき、ついには11月に秀吉との講和が成立した。この際、忠勝は信雄の家臣・曽我尚祐に織田・羽柴の和睦を祝すとともに家康の帰陣を知らせている。

### 朝日姫輿入れ騒動
天正14年（1586年）、秀吉は家康を服従させるために妹・朝日姫を家康の正室として嫁がせることを画策する。これに家康も同意し、祝言の手筈を整えさせた。ところが、4月19日、突如祝言の延期が伝えられた。
その理由は、家康が朝日姫を送り迎える使者として派遣していた天野康景に対し、秀吉は『無御存知仁』だとして腹を立てたからである。そして、天野の代わりとして、酒井忠次、榊原康政、そして忠勝のうちから改めて使者を送るように命じたのである。これに対し、面目を失った家康は激怒し、『事切れ候ハんか』と同盟破棄を口にしたが、信雄の使者に宥められて事なきを得た。そして、代わりの使者として選んだのは、忠勝だった。
23日、忠勝は早速大坂城へと向かい、秀吉との面会を果たす。おそらくはこれが秀吉と忠勝の初対面であろう。気を良くした秀吉は忠勝に藤原定家の小倉色紙と相州貞宗の脇差を与えた。また、大坂城内の茶室にて茶の湯でもてなしたという。千利休の茶であっただろう。秀吉の信頼を得た忠勝は朝日姫を連れて大坂城を後にし、5月5日、無事に清須城まで送り届けたのである。
この一件において、忠勝は実質的な天下人・秀吉からもその武勇と家格を認められていたことが窺えるだろう。しかも、その地位は石川数正出奔後の徳川家において唯一の家老・酒井忠次に次ぐものであった。

### 家老となる
天正16年（1588年）、忠勝はこの年に家老となったと考えられる。というのも、閏5月には駿河の金山衆に諸役免除や帯刀などの特権を認める定を出したり、12月には甲斐・信濃・駿河三カ国の宿へ三十疋の伝馬を課しており、今まで確認されなかった領内統治（内政）への関与が認められるのである。また、秀吉から従五位下・中務大輔に叙されている。
7月に西国の有力大名・毛利輝元が上洛してきた際には、京都屋敷を留守にしていた家康に代わって忠勝が挨拶回りにきた輝元一行に応対している。すでに酒井忠次は隠居していたようで、彼が表向きの家老であったことは間違いない。

### 政権との交渉役
忠勝は豊臣政権との窓口を担っていたと考えられる。天正19年（1591年）、九戸政実らが蜂起し、家康ら諸大名がその討伐に駆り出された際、京にいた木村一（重茲）から忠勝に書状が送られた。木村は忠勝の上京を一刻も早く待ち望んでいると述べている。これはただ単に昵懇だったからだとは思えない。なんらかの政治的な交渉をするために上京を促したのであろう。残念ながら、これ以外に木村との接点は見当たらない。
だが後述するように、忠勝は秀吉死去前後に石田三成と内密にやりとりをしており、しかも彼と昵懇だった可能性もある。その上、忠勝の妹は長束正家に嫁いでいたとされており、嫡男の忠政の初名「家忠」の家は正家からの偏諱の可能性が非常に高い。
このように、忠勝は豊臣政権の重役と強いパイプを有しており、なおかつ彼らを通じて政治案件を家康に取り次いだり、逆に家康の申出を伝達していたと思われる。

### 別働隊として関東へ出陣
天正18年（1590年）、秀吉は天下取りの総仕上げとして小田原北条氏の討伐を敢行する。忠勝は鳥居元忠、平岩親吉を連れて関東へ出陣する。
4月、忠勝らは武蔵の玉縄城を包囲した。この時、家康の命を受けて玉縄城に降伏工作を仕掛けたという。忠勝家臣の都築秀綱らに説得された城主・北条氏勝は21日に降伏した。さらに、翌5月20日には浅野長吉のもとで岩付城を攻めた。忠勝らは一気に二の丸、三の丸まで攻めて多くの首級を取った。これを受け、秀吉は忠勝らに捕えた女子供はこちらに送り、それ以外は撫で斬りにするよう命じている。
その後、鉢形城や深谷城、八王子城を攻めており、6月24日には相模三増郷まで進み、翌日津久井城を包囲するが一日にして開城する。この際、家康から城の受け取りと兵糧等の用意を命じられている。7月には上総の長南城に入ったようで、7月23日付で長南近くの高谷延命寺へ禁制を出しているのがその証拠である。その後小田原へと向かい、小田原城の開城を見届けた。
8月7日、忠勝は八王子城攻めで共闘したであろう滝川忠征に書状を送り、八王子城攻めでの『肝煎』を謝すとともに、秀吉から兵糧米四千俵と上総万喜城、過分な知行を拝領したことを知らせている。

### 秀吉からの厚遇
小田原城開城後、忠勝はしばらく長南城にいたらしく、秀吉が会津仕置のため奥州へと向かう途中で宇都宮城に立ち寄った際、忠勝は秀吉に面会して佐藤忠信着用と伝わる兜を拝領している。さらに、秀吉が太閤となった後のことだが、平岩親吉とともに大坂城山里曲輪の茶室に招かれ、『大名衆なミニ』もてなされた上に、秘蔵の茶道具を拝見したという。
文禄2年（1593）に島津領内で梅北国兼による一揆が起きた際、秀吉は浅野幸長（長吉の子）の軍勢を派遣した。しかし、幸長は幼かったこともあり、忠勝を副えることとした。（「寛永諸家系図伝」。なお、下向中に一揆鎮圧の報を受けて名護屋城に引き返す。）
このように、忠勝は天下人・秀吉から厚遇されており、独立大名に準する扱いを受けたのである。

### 大多喜城主として
万喜城を与えられた忠勝だったが、すぐに大多喜城へと移った。しかし、忠勝が城主として残した足跡は非常に少ない。これは、忠勝が家康の在所にあることが多かったからであろう。
数少ない事績として、菩提寺・良信寺の建立がある。文禄4年（1595年）9月25日、東漸寺の住職・了玄上人を招いて城の蔵前で百石の寺領を与えている。さらに、慶長2年（1597年）には領内総検地を実施し、近世的な農村支配や与力家臣の譜代化に成功した。さらに、後世の言い伝えでは六斎市を開いたり、上総土岐氏の旧臣を召し抱えたとされている。

### 秀吉死去前後の忠勝
慶長3年（1598年）8月18日、天下人・豊臣秀吉が没した。この前日の6日、忠勝は石田三成の屋敷へ連絡なしに訪ねている。三成は忠勝の娘婿・真田信幸を介して連絡を取り、翌7日には三成のもとへ忠勝の書状が届いている。この間、家康と五奉行が互いに起請文を交わしており、おそらくはその作成に関わる案件であろう。
また慶長5年（1600）、会津の上杉景勝討伐のため出陣した忠勝は7月1日に岡崎城の田中吉政へ書状を送り、家康は無事に江戸城に着いたこと、20日頃には会津に向けて出立するのでその用意をすることを伝えている。

### 「目付」として
7月21日、会津に向けて出陣した征討軍だったが、石田三成らの挙兵により再度江戸城に引き返した。忠勝は本来徳川秀忠隊に属する予定であったようだが、病状の芳しくない井伊直政の補助として、福島正則ら先発隊の「目付」のために上方へ出陣することとなった。しかし、忠勝らの足取りは遅く、8月19日に黒田長政らから兵を置いてでも清須城に来るよう促されている始末であった。その後すぐ清須城に入城し、軍議を開いた。そして21日、木曽川越えを敢行するのであった。
その翌日、忠勝・直政は家康側近宛と思われる連署状で竹ヶ鼻城の落城を知らせるとともに、軍議を開いて翌23日に織田秀信の籠る岐阜城を攻めることとなったとし、合わせて大坂城の毛利軍に動きはないことを報告している。報告通り、23日岐阜城を攻めてたった一日で落とした。
その一方で渡河の際、忠勝らは正則の後に続くと申し出たが、他の諸将から反対されて最後尾になったといい、彼らは大名クラスの諸将の意見を優先せざるを得ない立場であった。

### 西軍諸将への調略
岐阜城陥落後、忠勝・直政は美濃周辺の寺社や村落の要請で禁制を発給した（「安積六夫氏所蔵文書」等）。一方で、西軍についた武将への調略も行っている。
犬山城にいた加藤貞泰は以前より家康に通じていたようだが、28日、忠勝は犬山城の明け渡しと老母の提出を促す書状を送る。開城と人質には応じたものの、美濃へ出陣する動きは見せなかった。未だに西軍の動きを注視していたらしい。9月3日、忠勝は直政、正則、池田輝政の三名と連署で貞泰と稲葉通重へ美濃への出陣を促している。しかし、貞泰はそれでも動こうとせず、11日、柿二籠の礼を述べるとともに、翌日の家康の美濃赤坂着陣に合わせて出陣するように促している。
14日、忠勝と直政は家康背後に位置する毛利軍の吉川広家・福原広俊に起請文を送り、輝元の進退を保証するとともに、両人の忠節を促した。同様の起請文は小早川秀秋の家老・平岡頼勝と稲葉正成にも送っている。すなわち、忠勝らは西軍中心の武将と密約を結び、東軍勝利に一役買ったのである。
なお同日、家康が岡山へ陣を移した際に医師の鹿野玄庵が道案内と兵糧の提供をし、忠勝らが感状を出している。

### 関ヶ原合戦での活躍

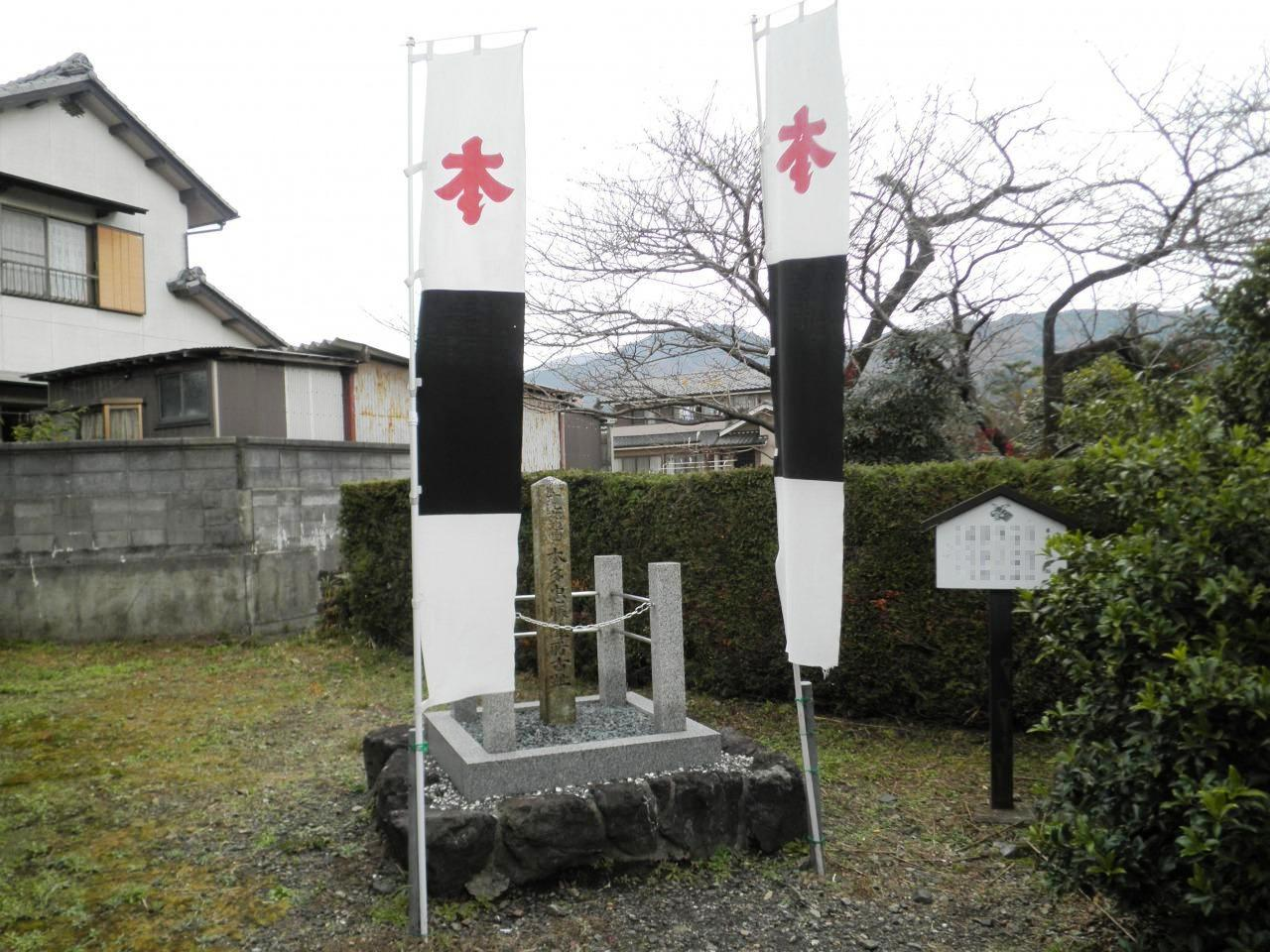
関ヶ原の戦いの本多忠勝陣跡（岐阜県不破郡関ケ原町）

家康が着陣したその日、杭瀬川において有馬豊氏らが西軍の島左近勢と会戦し、敗北する。この際、忠勝と直政は家康に命じられて中村らの撤退を助けた。単騎でかつ甲冑を身に付けていなかったという。
そして9月15日、ついに東軍と西軍が刃を交えることとなる。この戦で忠勝が活躍するのは戦いの終盤、島津軍が家康本陣へと攻め寄せた、いわゆる「島津の退き口」の際である。一丸となって攻めてきた島津軍の真ん中へ入り、総崩れにさせたという（「太田和泉守記」、「内府公軍記」）。
また、忠勝は秀忠から拝領したという名馬・三国黒に跨って戦っており、この最中に島津軍の放った鉄砲玉があたり、三国黒は死んでしまった。そこで、家臣の梶金平が馬を差し出し、その馬に乗って再度戦ったという。この日だけでも90もの首級を取ったという。なお、馬を献じたのは井伊家家臣の三浦安久という説もある（「三浦十左衛門家文書」）。おそらく、島津軍の執拗な射撃で何度か馬を失っていたのであろう。それほど激戦であったのである。
ともかく、忠勝は生涯最後となるこの戦いで死力を尽くして勝利に貢献していたのである。

### 戦後処理
合戦後、忠勝らは大坂城に入城し、毛利輝元と大坂城退去の交渉を行う。この際、焦点となったのが14日付の吉川・福原宛起請文である。晦日、忠勝、直政、康政の徳川三家老は窓口役の福島正則と黒田長政へ、輝元の嫡男・秀就との面会条件を提示している。内容は、①薩摩島津氏討伐の際、毛利領国の城々に番手を入れること　②家老集から人質を取ること　③輝元の妻は大坂城の上屋敷へ移ること　④島津氏討伐の際は輝元が先陣を務めること　⑤西軍が取っていた人質を返上すること　である。いわば、毛利家への最後通牒であった。
また、忠勝は10月、11月に豊前の黒田如水に書状を送り、九州での功を労い、息子の長政が家康から高く評価されているので安心してほしいと伝えている（「黒田家文書」）。合戦前から家康との取次をしていた直政が重傷を負ったため、その代理として忠勝が如水ほか諸大名との交渉にあたったと見られる。事実、忠勝は康政や本多正信とともに合戦の要因となった上杉家との交渉や親戚筋である真田家の助命嘆願にあたっている（「覚上公御書集」、「真田家文書」）。
戦後処理は桑名へ赴いた翌年まで続いている。出羽の岩屋右兵衛尉に書状を送り、上杉家との交渉を伝え、失敗したら秀忠が大将となって出陣することを知らせている。また、別の書状では滝沢又五郎との訴訟について、最上義光や正信から事情を伺ってから追って知らせると伝えている。

### 桑名への入城
慶長6年（1601年）正月には忠勝の伊勢桑名への入部が通達されており、4月24日に嫡男・忠政とともに桑名城に入城した。
桑名城主となった忠勝がまず取り組んだのが、桑名城下の町割であった。五月に命じると、翌月には町割普請が始められた。桑名城を中心として街全体を堀で取り囲むなど大掛かりな城下町整備を行なった結果、現在の桑名市の町並みの礎となった。それが一段楽した慶長7年（1602年）6月に桑名城の改修作業を始める。

### 忠勝の桑名統治
忠勝は信長の焼き討ちによって廃れていた寺社の復興にも貢献している。慶長8年（1603年）6月15日、将軍・家康の命をうけて桑名宗社へ百石の寺領を寄進している。また、慶長10年（1605年）には多度大社を復興させ、慶長13年（1608年）に絵馬を奉納している。また、忠勝は領外の寺社にも影響力を持っており、慶長6・7年頃に行われた熊野本宮大社前の橋の架橋普請に際して、人足を賦課された伊勢浄楽寺にその件を家康と本多正信に伝えたと報じており、逐一正信へ進捗状況を報告するよう命じている。
さらには、慶長9・10年の伊勢国の国絵図・郷帳の作成にも関与したようで、伊勢亀山城主の関一政が家臣に宛てた書状で、忠勝に国絵図・郷帳完成の報を伝えるよう本書状を遣わすこと、忠勝の使者を懇ろにもてなすことを命じている。
この一方で、領内の新田開発にも力を注いでおり、知行目録とともに新田帳が残されている。それによると、三百町もの新田畠が新たに耕作されたという。さらには、鉱山開発にまで手を付けていたとされる。

### 譜代大名の重鎮として
慶長8年、忠勝は家康の将軍宣下の儀に参加するために前年末から上洛し、当日には参内の行列に列している（「当代記」等）。慶長10年の秀忠の将軍就任時にも参列し、家康・秀忠の新旧将軍がそれぞれ上洛前と帰国時に桑名に滞在している。いかに信頼されていたかが窺えよう。
また、幕府主導の城郭普請において伊勢組として人足を供出しており、特に慶長10年の彦根城普請では忠勝自ら出向いて普請の指揮を取ったようだ。先述したように伊勢国の国絵図・郷帳作成にも関与しており、慶長13年の筒井定次改易の際には伊賀上野城の撤収作業を命じられており、実際に赴いて任務を遂行している。
そして、慶長14年（1609年）になってやっと隠居が認められている。忠勝は隠居を求めたが断られたという逸話が残されているように決して冷遇されることはなく、むしろ譜代大名の重鎮として晩年まで幕府から重用されているのである。

### 晩年の交流
晩年、忠勝は井伊家家臣の三浦安久との交流を深めており、安久から近江名物の鮒寿司や尾張大根などが贈られている。鮒寿司は何度も贈られており、忠勝の好物だった可能性が高い。また、ある年の7月22日には関ヶ原合戦の談議で盛り上がったようである。彦根城普請の際には、宇津木泰繁へもてなしを謝する礼状を送っており、主君・井伊直勝との交流も窺える。
また、婿・真田信之の家臣であった湯本三郎左衛門とも親しくしており、訪問した際のもてなしを感謝するとともに来春はともに湯治へ出かけ、積もる話をしようと約束している。さらに、忠勝は娘・小松姫のことにも言及し、『ぬまた我々むすめ方』へ懇ろに接してほしいと頼んでいる。父親として娘の性格を危ぶんだのであろうか。子煩悩な姿が率直に出ており、なんともほほえましい。

### 忠勝の最後
眼病に苦しめられていた忠勝だったが、慶長15年（1610年）閏2月、三河田原に鹿狩りに来ていた将軍・秀忠のもとへお目見えのために馳せ参じている。これが一次史料における忠勝最後の動向である。この際、勢子の人数の多さに忠勝は「三方ヶ原合戦での武田信玄の軍勢に異ならない」と評したという。数多の戦場で活躍した忠勝の最期を締めくくる逸話である。
同年9月、突然病に罹り、すぐに曲直瀬玄朔の治療を受けて一時は回復したものの、翌月には再発してしまい、介抱の甲斐もなく10月18日、そのまま息を引き取った。享年63であった。忠勝の訃報を聞いた家康は大いにその死を嘆いたという。
忠勝の死は諸大名にも少なからず影響を与えたようで、婿の信之へ浅野幸長から追悼の意を示す書状が送られている（「真田家文書」）。九度山にいた父・昌幸もその知らせを聞いて小松姫に悼みの書状を送っている。

## 人物像

### 装具
- 愛槍は「蜻蛉切」。

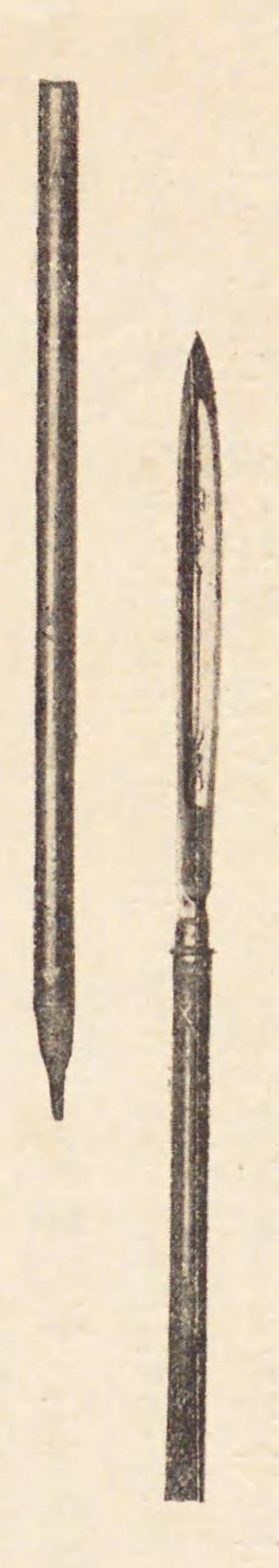
大笹穂槍・銘「藤原正真作」（号・蜻蛉切、本多忠勝所用）、室町時代の作。個人蔵。

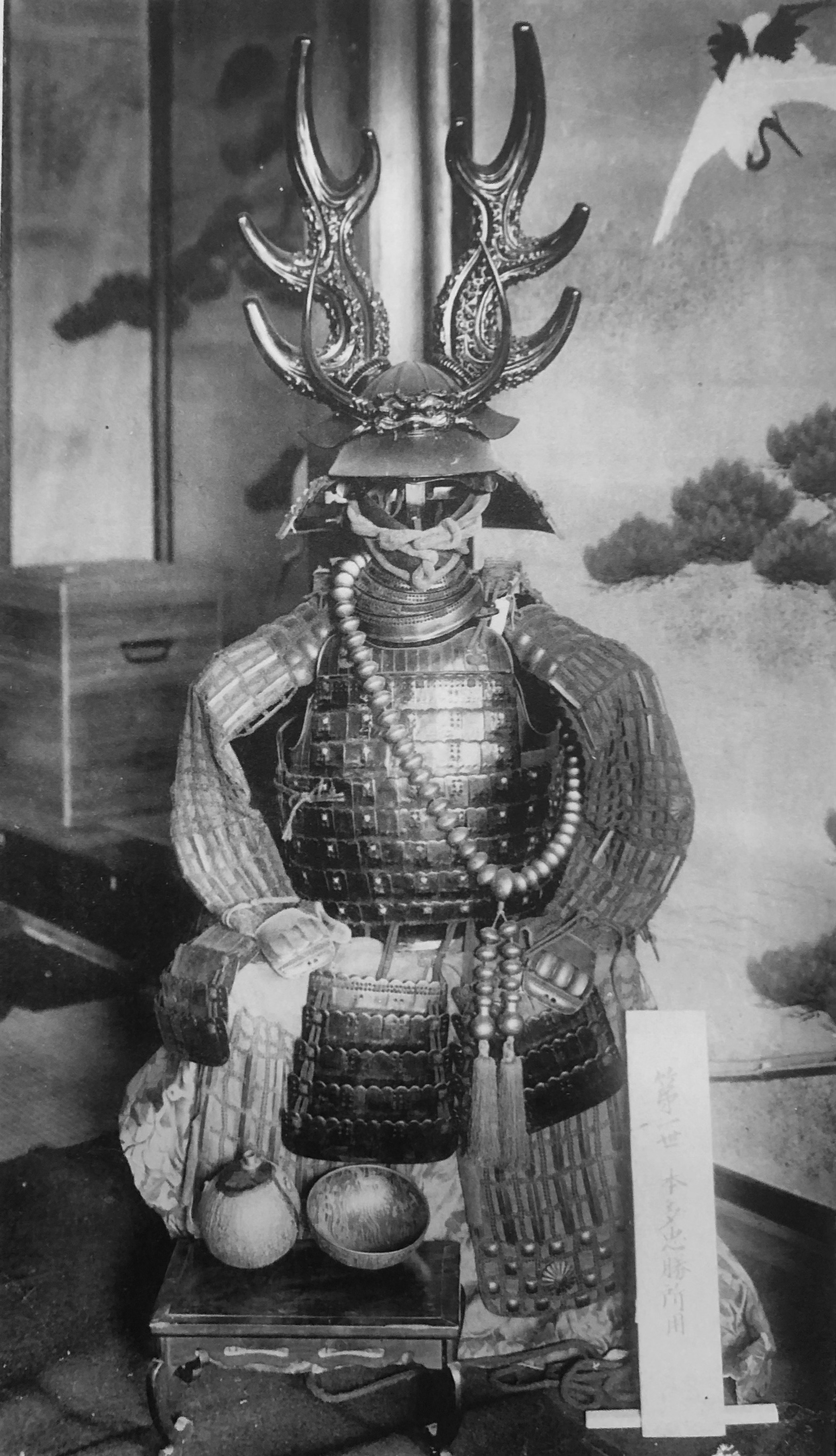
伝・本多忠勝所用の甲冑（黒糸威胴丸具足）、重要文化財、個人蔵（愛知県岡崎市・三河武士のやかた家康館寄託）。

  - 刃長43.8cmの笹穂型の大身槍。穂先に止まった蜻蛉（とんぼ）が真っ二つになったという逸話からこの名が付いた「天下三名槍」の一つに数えられている名槍。茎には「藤原正真作」の銘がある。正真は三河文殊派の刀匠だが、村正の子または弟子との伝承もある。
  - 柄の長さは当時通常の長槍は一丈半（約4.5m）だったのに対し、蜻蛉切は二丈余（約6m）だったという。晩年にはやはり体力の衰えが出てきたと見え、「槍は自分の力に合うものが一番」と言って槍の柄を三尺余（約90cm）ほど短く詰めたとされる[83]。現在は静岡県沼津市の矢部家が所蔵しており[84]、岡崎公園にある「三河武士のやかた家康館」でそのレプリカを見ることができる[85]。
- 兜は「鹿角脇立兜」。鹿の角をあしらった脇立は何枚もの和紙を貼り合わせて黒漆で塗り固めたもの。
- 鎧は当世具足「黒糸威胴丸具足」[82]。自らが葬った敵を弔うため、肩から大数珠をさげるのが常であったといわれる。又、動きやすさを重視し軽装を好んだという。
- 愛馬は「三国黒」で、後の二代将軍・秀忠より贈られた。関ヶ原の戦いで島津勢の銃撃により死亡した[86]。

### 武勇
- 忠勝の武勇を示す一次史料（信用できうる史料）は極めて少ない。天正9年の高天神城の戦いで、忠勝は22もの首を討ち取ったことが「信長公記」に首注文として記録されている[87]。忠勝の武功が数値として記録されているのはほとんどなく、貴重である。
- 天正14年の朝日姫の輿入れの際、秀吉は天野康景の代わりの使者として忠勝を名指ししているが、これは天下人・秀吉が忠勝の武勇を認めている証拠でもある。また、小田原城開城後に佐藤忠信の兜を与えているのも彼の武勇を忠信に重ねていたからであろう。

### 人柄
- 忠勝発給文書は現在54通確認されているが、その中でも書状が圧倒的に多い。しかも、その文末の多くは『恐々（恐惶）謹言』と敬意を示すものとなっている[88]。
- 小田原城落城後、滝川忠征へ送った書状では、『肝煎』を三度も使っており、感謝の念が滲み出ている（「滝川文書」）。しかも、『日々可申入』と毎日感謝を申し上げたいとすら述べている。いくら天下人・秀吉から居城や領地を与えられて舞い上がっているとはいえ、あまりにも大仰にすぎるだろう。これは、常に他人への気遣いを忘れない誠実な人柄だからこそ成しえたものとみて良いだろう。
- 関ヶ原合戦後の黒田如水宛書状では、如水の嫡男である長政が今度の戦で大いに手柄を挙げ、それに対し家康も懇ろに思っていると伝える際に、『可安御心安（易）候』を繰り返し使っている。これは子を持つ父親としての情を察してのことと思われる。湯本宛の書状にあるように子煩悩であり、ゆえにこそ父親である如水にこのような気遣いをしたのであろう[89]。
- 慶長8年、参内の際に顔を合わせた池田輝政へ、生前知音であった飯田半兵衛の息子を面会の上、引き取るよう懇願している[90]。

- 以上のように、忠勝は温厚篤実であり、なおかつ相手の気持ちを深く理解し、義理人情に厚い人物だったことが書状から窺える。

### 趣味趣向
- 刀剣収集があげられる。ある年、斎藤三存（斉藤利三の子）に長刀の目利きを依頼しており、その鑑定次第で所持するか否かを判断すると述べている[91]。当時としては武将としての嗜みの一つであったのだろう。

- 草津温泉での湯治を楽しみにしていたようで、湯本三郎左衛門に来春こそ湯治をしようと二度も約束している[92]。桑名から遠く離れた草津での湯治は毎年恒例のレジャーだったのだろう。

- 三浦安久からは鮒鮨が届けられており[93]、好物だったようである。彦根藩は牛肉を将軍や大名に贈ることが夙に知られているが、その原点は鮒鮨だったのであろう。

### 文化的教養
- 忠勝の教養についてだが、忠勝筆と伝わる書と絵が残されている。書は白雲母で草花文様を摺り出した唐紙（日本製）の料紙に「政」一字を大書したものである。みずからの思いを「政」一字に込めての揮毫であろう。一点一画を慎重に運ぶ筆致から若いころの作と推定される。現在、慶應義塾大学に保管されている[94]。

- 一方の絵は、満月の夜に布袋が月を見ながら船を漕いでいる構図のものである。本多家に伝わっているものの、花押など忠勝が描いたという証拠はない。しかしながら、かの宮本武蔵も書画を嗜んでいるのだから忠勝もまた書画を得意としていてもおかしくはない。

### 領主としての手腕
- 忠勝発給文書には知行宛行状が一通も確認されていない[95]。が、政策や方針を指示した文書は二通残されている。
- 一通は甚兵衛という国許家臣に宛てたもので、国許の様子を聞いて満足している旨を伝え、相場を見計らい銀子を金子に換えるよう命じている[96]。『金子ほとよく候ハゝ』とあることから、市場の動きを重視していたことが窺える。
- もう一通は監督役と思われる小柳弥助兵衛に宛てたもので、新参衆と古参衆からは知行地の明記された帳簿を、新参衆にはさらに収穫の予想収穫量を記した見積書を提出するよう促している[97]。家臣団を新参と古参とに分けて支配していたことが窺える。

### 辞世
辞世の歌「死にともな 嗚呼死にともな 死にともな 深きご恩の君を思えば 」は有名だが、典拠となる史料は現在確認されていない。

## 本多家とその子孫

### 家族
- 父：本多忠高
- 母：小夜 - 植村氏義の娘
- 正室：於久の方、見星院 - 阿知和玄鉄の娘
  - 女子：小松姫 - 真田信之正室
  - 女子：もり姫 - 奥平家昌正室
  - 長男：本多忠政（1575年 - 1631年）
  - 次男：本多忠朝（1582年 - 1615年）
- 側室：乙女の方、月量院 - 松下弥一の娘
  - 女子：本多信之室
  - 女子：松下重綱室
  - 女子：蒲生瀬兵衛室

### 子孫
水戸藩主徳川斉昭、15代将軍徳川慶喜らは忠政の末裔に当たり、経済学者の三木谷良一や、その次男である楽天グループ創業者の三木谷浩史も子孫にあたる（それぞれ本多忠明の曾孫、玄孫）。

## 家臣
- 中根忠実
通称は平右衛門。織田信長の庶弟。徳川家康の関東移封後、天正19年（1591年）頃に上総大多喜に任じられた本多忠勝に、家康の命により忠実は（忠勝の異父妹婿という縁により）付家老として配属された。故に本多家からとは別に幕府からも1000石の扶持を受けていた（知行3000石）。後に大多喜城の留守居役などを務め、本多家の伊勢桑名に転封の後は町割りなどに活躍したが、忠勝死去に際して殉死（追腹）した。忠実の子孫は後に1000石扶持を幕府に返還することで本多家の直臣化し、代々本多家の家老職を務める家として仕えた。
- 都築秀綱
通称は惣左衛門。浜名湖北岸の都筑を所領する国人。元は今川家の家臣であったが、永禄11年（1568年）末から開始される徳川家康の遠州侵攻で臣従。翌1569年には本領安堵を約す書状が家康から与えられている。姉川の合戦では旗本先手役に組み入れられ武功を示す。忠勝の与力に加えられ、代々続く本多忠勝系の郡山藩家老都筑氏の祖となった。嫡子である都筑為政は二代将軍徳川秀忠の旗本となり幕府では槍奉行。孫の都筑云成は、「九・六騒動」で本多家宗家の郡山藩がお家騒動となった際、筆頭家老として嫡子存続で幕府裁定を引き出した。都筑惣左衛門云成の大和郡山市にある東明寺にある。
- 梶勝忠
通称は金平。その祖は松平家一族である能見松平光親の次男・親友とされ、勝忠は曾孫にあたる。元は家康の使番として仕えていたが、永禄9年（1566年）、忠勝が旗本先手役に任命されるとその与力となった。以降、忠勝隊として多くの合戦に従軍し、慶長5年（1600年）の関ヶ原の戦いにおいて、愛馬・三国黒を失いながらも徒立ちで奮戦する忠勝に自分の馬を差し出し窮地を救った逸話が残っている。また、慶長6年（1601年）、忠勝の桑名移封の際には先発隊として桑名城に入城している。都築氏と共に代々家老として本多家を支えた。
- 河合政光
通称は又五郎。旗本先手役に抜擢された忠勝の与力50騎の1人。忠勝が大名になるとそのまま家老として支えている。知行5000石（内、与力給2500石を含む）を幕府だけから拝領。実弟・政一が又五郎の通称と家督を継いでいる。

## 墓所・霊廟・神社
- 三重県桑名市浄土寺の本多忠勝本廟
- 龍城神社
- 岡崎公園にある銅像

- 墓所は浄土寺（三重県桑名市）にある。また、後年、忠勝が開基した旧領大多喜の良玄寺（千葉県大多喜町）に分骨された[101]。
- 兵庫県姫路市の圓教寺に本多家廟屋があり、忠勝の廟所が寛永3年（1626年）に建立された[102]。
- 1770年（明和7年）、岡崎城本丸に忠勝を祭神とする映世神社が創建される。映世神社は明治初頭に龍城神社に改称した。
- 愛知県岡崎市の岡崎城跡の岡崎公園内と三重県桑名市の桑名城跡の九華公園内に忠勝の銅像がある[103][104]。

## 史料集
「本多忠勝発給文書集」https://xfs.jp/lS0DyfYw

## 参考論文
- 川田貞夫「徳川家康の関東移封に関する諸問題」（『書陵部紀要』14号、1962年）
- 川村優「徳川家康の新領国に対する家臣団配置―小田原落城直後の上総の一動向―」（『歴史手帳』6巻2号）
- 尾崎晃「本多忠勝(一五四八ー一六一〇)―徳川幕府創出の功労者―」（『千葉史学』54号、2009年）
- 柴裕之「豊臣政権の関東仕置と徳川領国―本多忠勝の上総万喜入城を通じて―」（佐藤博信編『中世房総と東国社会』岩田書院、2012年）
- 黒田智 ｢本多平八郎の兜」（『民衆史研究』89号、2015年）
- 水野伍貴「関ヶ原の役と本多忠勝」（『研究論集 歴史と文化』6号、2020年）

## 登場する作品
映画
- 『黒の盗賊』（1964年、東映）、演：大友柳太朗
- 『首』（2023年、東宝・KADOKAWA）、演：矢島健一

テレビドラマ
- 『太閤記』（1965年、NHK大河ドラマ）、演：外山高士
- 『関ヶ原』（1981年、TBS、演：高松英郎）
- 『徳川家康』（1983年、NHK大河ドラマ）、演：高岡健二
- 『真田太平記』（1985年、NHK新大型時代劇）、演：加藤武
- 『徳川家康』（1988年、TBS大型時代劇スペシャル）、演：綿引勝彦
- 『春日局 』（1989年、NHK大河ドラマ）、演：平泉成
- 『影武者徳川家康』（1998年、テレビ朝日テレビドラマ）、横内正
- 『葵 徳川三代』（2000年、NHK大河ドラマ）、演：宍戸錠
- 『功名が辻』（2006年、NHK大河ドラマ）、演：高田延彦
- 『江〜姫たちの戦国〜』（2011年、NHK大河ドラマ）、演：苅谷俊介
- 『影武者徳川家康』（2014年、テレビ東京「新春ワイド時代劇」）、演：柴俊夫
- 『軍師官兵衛』（2014年、NHK大河ドラマ）、演：塩野谷正幸
- 『真田丸』（2016年、NHK大河ドラマ）、演：藤岡弘、
- 『おんな城主 直虎』（2017年、NHK大河ドラマ）、演：髙嶋政宏
- 『家康、江戸を建てる』（2019年、NHK）、演：勝野洋
- 『どうする家康』　(2023年、NHK大河ドラマ)　、演：山田裕貴
- 『家康と三成のスマホ』　(2023年、NHK)　、演：じゅんいちダビッドソン

楽曲
- さくらゆき『天下無双』（詞：小栗さくら、曲：真鍋貴之）

舞台
- 『GO!GO!BREEZE!』（Steel Punk、2018年、演：古賀真悟）

漫画
- 『影武者徳川家康』（原作：隆慶一郎、脚本：會川昇、作画：原哲夫）
- 『SAKON（左近） -戦国風雲録-』（原作：隆慶一郎、脚本：二橋進吾、作画：原哲夫）
- 『センゴク』（宮下英樹）
- 『戦国人物伝　本多忠勝』（企画・構成・監修：加来耕三、原作：井手窪剛、作画：かわのいちろう）
- 『テンカイチ 日本最強武芸者決定戦』（原作：中丸洋介、作画：あずま京太郎）
- 『何度、時をくりかえしても本能寺が燃えるんじゃが!?』（原作：井出圭亮、作画：藤本ケンシ）
- 『風の槍』（原作：NUMBER8、作画：矢野日菜子）

書籍
- 『本多平八郎忠勝』著者加野厚志
- 『安城譜代三河植村氏の研究』著者宮崎仁良　本多忠勝の母小夜の実家を著した